# Руські літописи
Руські літописи— літописи, історично-літературні твори XIV—XVIII ст. про історію Русі, в яких розповідь велась по роках (по «літах», звідки й назва).
Пам’ятники давньоруської літератури. Основне письмове джерело по історії Київської Русі, та інших східнослов’янських земель. Були поширені в Київській Русі, Великому князівстві Литовському та землях Новгорода, Володимиро-Суздальському, Ростовському, Московському та інших князівствах. По видових признаках близькі до західно-європейських анналів та хронік.

## Текстологія та зміст
Щорічний запис (запис подій одного року) в літописі зазвичай починався словами: «Въ лѣто…» — звідси й літописи отримали свою назву. Кількість збережених літописних пам’ятників складає понад 5000.
Більшість літописів в вигляді оригіналів не збереглись, відомі тільки їх копії та часткові переробки — так звані списки (від спи́сувати), створені в XIV—XIX ст. Списки класифікуються по видах, (редакціях, Ізводах). Багато частин літописної розповіді відомі в якості окремих творів, в тексті літопису часто прослідковується поєднання різних джерел. Всі ці особливості наводять на думку, що збережені літописи — це збірники різноманітного матеріалу, більшість з первинних джерел яких не дійшли до нашого часу. Думка ця, вперше висловлена П. М. Строєвим, сьогодні складає загальну думку. В даний час визнано, що більшість збережених літописів являють собою компіляції попередніх текстів.
Існують три основні типи літописних текстів: синхронні щорічні записи, ретроспективні «хроніки» (наприклад, текст у складі Іпатіївського літопису про XIII ст.), що характеризується монотематизмом, та літописні зводи.
Найдавнішими збереженими списками (рукописами) літописів є пергаментні Синодальний список Новгородського першого літопису старшої редакції (середина XIV ст.), Лаврентіївський літопис (список 1377 року) та паперовий Іпатіївський літопис (1420-ті роки). Більш ранні літописні зводи реконструюються вченими гіпотетично на основі вивчення збережених письмових пам’ятників.
В Київській Русі літописами могли називатись не тільки точно датовані записи, але й розміщені в хронологічному порядку описи подій без розбивки на щорічні статті. Кожен літопис чи літописний звід вважається самостійним цілісним літературним твором, який має свої структуру, задум та ідейну направленість.
Як правило, літописи розповідають руську історію від її початку. Деколи вони починались біблійною, античною чи візантійською історією. Нові літописи часто створювались як зводи попередніх літописних пам’ятників і різноманітних матеріалів (історичних повістей, житій, послань та ін.) і закінчувались записами про сучасні укладачу події. Більшість руських літописів, окрім щорічних записів, містять в своєму складі документи (міжнародні договори, приватні та публічні акти), самостійні літературні твори («повісті», «слова», «житія святих» та інші агіографічні тексти, сказання) чи їх окремі фрагменти, записи фольклорного походження. Літературні твори часто використовувались в якості історичних джерел. У складі літописів міститься багато творів руської літератури: «Повчання Володимира Мономаха», «Сказання про Мамаєве побоїще», «Ходіння за три моря» Афанасія Нікітіна та ін. Основна увага в літописах зосереджена на діях правителів (князів, пізніше царів), війнах і конфліктах. Велика увага приділена церковному життю, діянням церковних ієрархів, подіям у монастирях, різноманітним чудам. Мало свідчень подається про широкі прошарки населення та культуру. Надзвичайно мало безпосередніх свідчень про економічні взаємостосунки.
Назви більшості руських літописів, прийняті в сучасній літературі, не відповідають їх оригінальним (власним) назвам і носять умовний характер. Вони отримали назви, як правило ще в ранній період їх вивчення в залежності від походження, місця зберігання, приналежності до якої-небудь особи. Нумерація в назвах деяких літописів (Новгородський перший літопис — Новгородський п’ятий літопис, Софійський перший літопис і Софійський другий літопис, Псковський перший літопис — Псковський третій літопис) також умовна, вона пов’язана не з часом їх створення, а з порядком публікації чи іншими обставинами.

## Джерелознавство

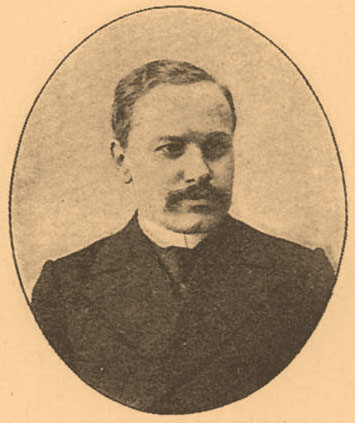
О. О. Шахматов, творець масштабної генеалогії літописних списків

В XVIII ст. починається публікація окремих літописів, які найчастіше вибираються випадково. Вперше літописний текст був опублікований в 1767 році в «Бібліотеці Російській історичній, що містить давні літописи і різні записки». З 1841 року почалось видання літописів у серії «Полное собрание русских летописей». В цілому була випущена велика кількість видань  як цілих літописних пам’ятників, так і окремих частин.
Вивчення історії руського літописання є одним з найскладніших розділів джерелознавства і філології. Руське літописання вивчається з того ж XVIII ст. З цього періоду було випущено декілька тисяч спеціальних досліджень. Початок вивченню руських літописів поклали В. М. Татищев і М. М. Щербатов. А. Л. Шлецер вивчав «Повість временних літ», виявляючи помилки та описки і пояснюючи «темні» місця.  Перші дослідження були невеликі по об’єму. Основною проблемою, що цікавила дослідників літописання XVIII — першої половини XIX ст., було питання про Нестора-літописця. Шлецер на німецькій мові створив працю «Нестор».
У 1820 році в Передмові до видання «Софійського літопису» П. М. Строєв вперше висловив важливе спостереження: кожен руський літопис — це не праця одного автора, а компіляція, поєднання різних текстів, збірник чи звід попереднього матеріалу. В середині XIX ст. вивчення літописів активізується у зв’язку з початком видання «Полного собрания русских летописей». Виходять монографії та статті І. І. Срезневського, К. М. Бестужева-Рюміна, М. М. Яніша, І. О. Тихомирова та ін. Використовуючи методику Шлецера і Строєва, М. П. Погодін та І. І. Срезневський відкрили велику кількість фактів, що полегшили вивчення історії літописів. І. Д. Бєляєв розділяв руські літописи на державні, фамільні, монастирські та літописні збірники. Він відмітив, що позиція літописця була пов’язана з його територіальним і становим положенням. М. І. Сухомлинов («Про давній руський літопис як літературний пам’ятник», 1856) здійснив спробу виявити літературні джерела початкового літопису. К. М. Бестужеву-Рюміну («Про склад руських літописів до кінця XIV ст.», 1868) належить перший досвід розподілу літописного тексту на щорічні записи та розповіді. В цілому були здійснені загальні попередні спостереження, встановлена масштабність руського літописання і складність його аналізу.
Новий етап у вивченні руського літописання відкрив О. О. Шахматов (1864—1920). Його порівняльно-текстологічний метод полягав у порівнянні різних рукописів та глибокому аналізі тексту. Вчений намагався вияснити обставини створення кожного літописного пам’ятника і зводу, враховував різноманітні хронологічні вказівки, описки, помилки мови, діалектизми. Шахматов вперше побудував генеалогію майже всіх літописних списків, історію руського літописання XI—XVI ст. та одночасно — картину розвитку руської суспільної самосвідомості («Загальноруські літописні зводи XIV і XV ст.», 1901; «Огляд руських літописних зводів XIV—XVI ст.», 1938 — характеристика всіх найбільш значних руських літописів). Починаючи з Шахматова, основою аналізу тексту літописів визнається порівняння двох та більше літописів на всій протяжності їх об’єму, а не фрагментарні спостереження. Метод Шахматова розвивав М. Д. Приселков, який зробив великий акцент на історичний аспект («Історія руського літописання XI—XV ст.», 1940).
Генеалогія Шахматова була розвинута і переглянута його послідовниками, серед яких найбільший вклад у вивчення руського літописання внесли М. Ф. Лавров, А. М. Насонов, Л. В. Черепнін, Д. С. Лихачов, С. В. Бахрушин, О. І. Андрєєв, М. М. Тихомиров, М. К. Нікольський, В. М. Істрін та ін. Методологія Шахматова лягла в основу сучасної текстології. А. М. Насонов, учень Приселкова, активніше, ніж останній, проводив археографічні пошуки в старосховищах, і відкрив для науки велику кількість нових літописних пам’ятників. Насонов обґрунтував думку, що протирічила думці Шахматова, що руське літописання не припинилось в XVI ст, а розвивалось і в XVII ст. і завершило своє існування тільки в XVIII ст., коли починається його наукове вивчення. Дослідники 1960—1990-х років підтвердили цю позицію.

## Мова

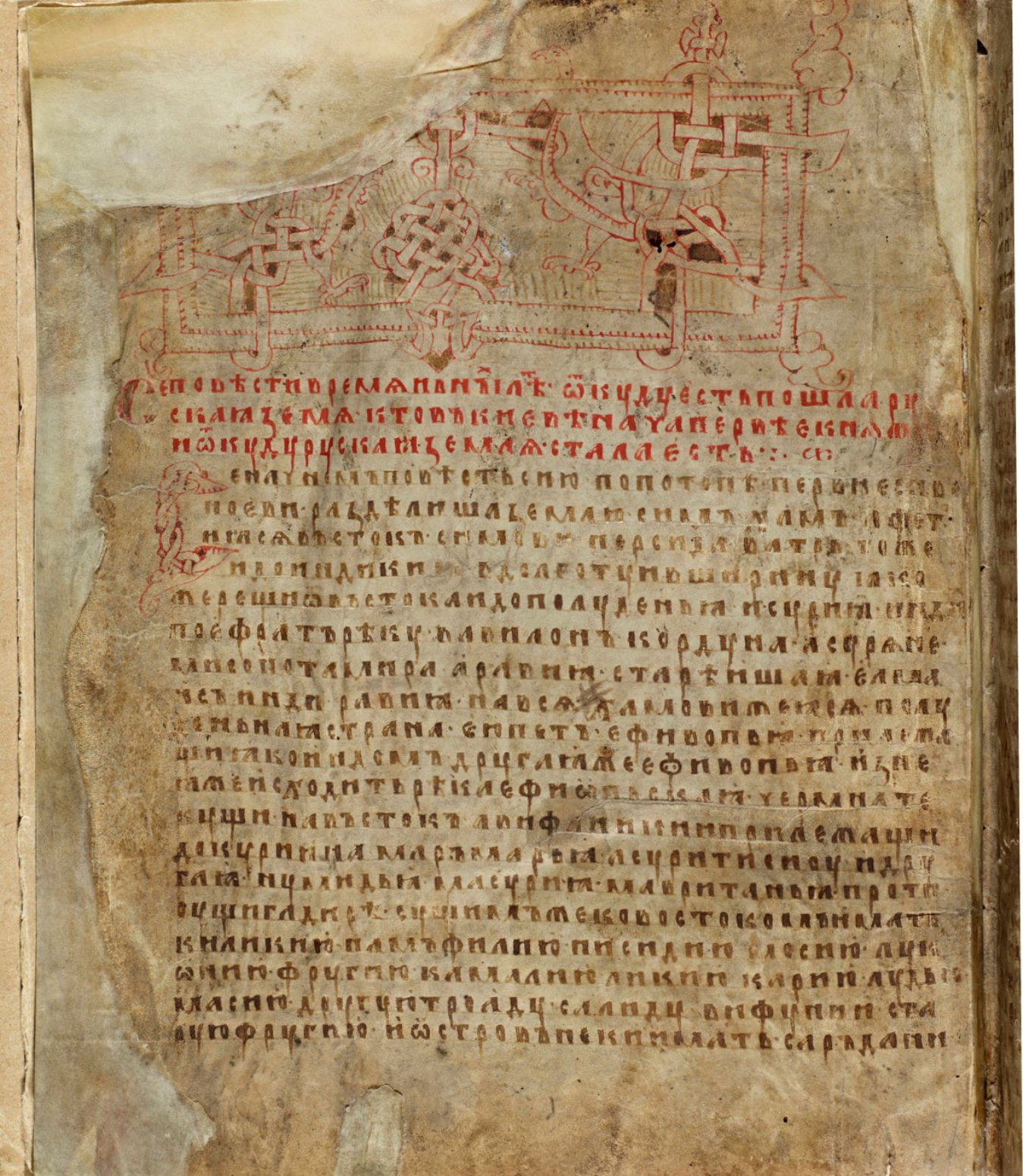
«Повість временних літ» у складі Лаврентіївського літопису, рукопис 1377 року

Руські літописи написані не розмовною мовою того періоду, а писемно-літературною церковнослов’янською мовою. 
Основою літописної мови давньоруського періоду стала церковнослов’янська мова – південно-слов’янська писемно-літературна мова, що виникла на базі староболгарської мови під впливом живих (розмовних) слов’янських мов. Вона включила в себе багато русизмів (ізба, хороми, терем і т.п.). Крім цих двох стилистичних типів мови в літописах знайшли відображення також діалектичні відмінності. Частково присутні діалектизми, що характерні для давньоукраїнської мови, що збереглась до 14 ст., особливо у прямій мові персонажів. 
Лексика руських літописів різноманітна і не являє собою однорідну систему, хоча кропітка робота редакторів та переписувачів призвели до певної подібності.
Окремі мовні ознаки в фонетиці, лексиці та ін., вказують на регіон походження джерела. Наприклад, після перемоги князя Володимира над болгарами:
```
Рече Добриня Володимеру: "Сглядах колодник, и суть вси в 
сапозех
. Сим дани нам не даяти, поидем искать 
лапотников
".
```

Згадування "сапогів і лаптів" певним чином характеризує національну приналежність одного з укладачів літопису. Напомість, в історії про заснування міста Переяслав згадується інший вид взуття: 
```
"... разгневався на мя, преторже 
черевик
 руками".
```

## Авторство

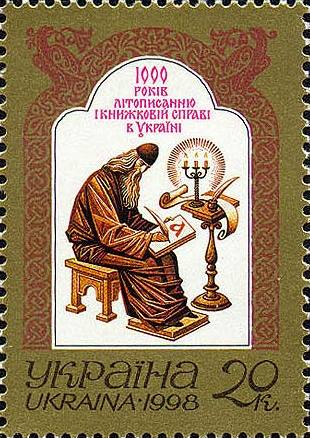
«1000 років літописанню та книжковій справі України», поштова марка України, 1998; відображена гіпотеза про початок літописання в ранній період, в кінці X ст.

На початкових стадіях вивчення та видання літописних рукописів вважалось, що велика кількість подробиць, цитат та прямої мови свідчать про те, що автори рукописів були безпосередніми свідками описуваних подій. Відповідно, з’явилась гіпотеза про княжих літописців, які жили при княжих дворах та записували історичні події, свідками яких вони були. Проте окрім описів історичних подій в літописних рукописах основне місце займає не історична, а релігійна тематика. Рукописи переповнені релігійною історією, біблійними цитатами, проповідями, розповідями про життя в монастирях, датами смерті церковних осіб, датами заснувань церков та монастирів. Самі літописи часто містились в рукописах разом з релігійними книгами. Тому від ідеї про княжих літописців довелось відмовитись. З’явилась гіпотеза про літописців, що діяли при митрополитах чи єпископах. 
Наразі існує загальних консенсус про те, що літописи писались у монастирях.

## Свідчення чи реконструкція?
Велика кількість різноманітних деталей у розповідях, наявність прямої мови та великої кількості цитат, знання авторів географії, розповідей від першої особи наводили на думку, що автори літописів були прямими свідками подій, а цитати та пряма мова відтворювались по пам’яті. Проте такі особливості розповіді були характерні для подій, що хронологічно відрізнялись на сотні років. А більш прискіпливе вивчення літописів призвело до розуміння, що вони мають дуже складну структуру. Фактично, це були збірники різних текстів, які були доступні укладачам. Хронологічна сітка, яка містила всі роки підряд, навіть якщо в них не було ніяких подій, дала підстави запропонувати, що літописи є не записами подій, а реконструкціями минулого на основі писемних даних з додатковим внеском самих укладачів. Різноманітні писемні матеріали накладались на хронологічну сітку, утворюючи щорічні записи. Якщо для якихось років записів не існувало, то такі роки залишились пустими. Припущення про те, що літописи є реконструкціями минулого, породило дуже важливе питання - на якій часовій відстані працювали укладачі літописів? В якому столітті почалась та проводилась дана робота?

## Час написання
Літописи являють собою величезні збірники найрізноманітнішого матеріалу, які були покликані розповісти про історію від самих початків (від Адама) до часу, близького до авторів. В наведеній нижче таблиці представлені найдавніші рукописи руських літописів, які збереглись до наших часів:
| Назва рукопису                                                                                    | Охоплює період                | Орієнтовне датування               | Ймовірне походження                                 |
| Новгородський перший літопис старшої редакції (Синодальний рукопис)                               | -1016-1352                    | Середина 14 ст.                    |                                                     |
| Лаврентіївський рукопис                                                                           | ПВЛ-852-1305                  | 1377 рік                           | Богородиці-Різдвяний монастир (Владимир, РФ)        |
| Іпатіївський рукопис                                                                              | ПВЛ-852-1292                  | Папір 1420-х років                 | Іпатіївський монастир (Кострома, РФ)                |
| Новгородський перший літопис молодшої редакції (Комісійний рукопис)                               | ПВЛ-1446                      | 1450-ті роки                       | Арзамаська міська Спаська церква (РФ)               |
| Новгородський четвертий літопис молодшої редакції (Строєвський рукопис)                           | ПВЛ-1476                      | Папір 1460-х років                 |                                                     |
| Тверський літопис (Рогозький рукопис)                                                             | 856-1412                      | Середина 15 ст.                    | Твер/Москва (РФ)                                    |
| Літопис Переславля Суздальського (Хронограф архівський, Літописець вскорє, Літопис руських царів) | Розселення слов’ян - 1214     | Папір 1460-1470 років              | Переславль-Залєський (Ярославська обл., РФ)         |
| Новгородський четвертий літопис старшої редакції (Новоросійський рукопис)                         | ПВЛ-1437                      | Папір 1477-1486 років              | Бєлгород (РФ)                                       |
| Литовський літопис (Никифоровський рукопис)                                                       | Вступ 854-1430                | Папір 1464-1491 років              | Мінський Святодуховський монастир (Білорусь)        |
| Радзивіллівський рукопис                                                                          | ПВЛ-852-1205-                 | Папір 1484-1495 років              | Гродненський повіт (Білорусь)                       |
| Віленський збірник                                                                                | -1469                         | 1495 рік                           | Смоленськ (РФ)                                      |
| Єрмолинський літопис                                                                              | Скорочений вступ до ПВЛ- 1488 | Папір кінця 15 ст.                 | Троїце-Сергієва лавра (Московська обл., РФ)         |
| Скорочений літописний звід 1495 року                                                              | Літописець вскорє - 1495      | Папір 1495-1514 років              |                                                     |
| Московсько-академічний рукопис                                                                    | ПВЛ-852-1419                  | Папір 1498-1503 років              | Троїце-Сергієва лавра (Московська обл., РФ)         |
| Псковський другий літопис (Синодальний рукопис)                                                   | ПВЛ-1178-1486                 | Початок 16 ст.                     | Кирило-Білозерський монастир (Вологодська обл., РФ) |
| Московський літописний звід кінця 15 ст.                                                          | ПВЛ-1071-1492-                | Папір 1492-1539 років              | Москва (РФ)                                         |
| Літопис Авраамки (Полоцький рукопис)                                                              | Адам - 1495                   | Кінець 15 ст. – початок 16 ст.     | Смоленськ (РФ)                                      |
| Софійський перший літопис (Бальзерський рукопис)                                                  | ПВЛ -1471-1508                | Початок 16 ст.                     |                                                     |
| Новгородський п’ятий літопис (Хронографічний рукопис)                                             | ПВЛ-1309-1446-1509            | Папір 1511 року                    |                                                     |
| Волинський короткий літопис                                                                       | 862-1515                      | Папір 1498-1516 років              | Супрасльський Благовіщенський монастир (Польща)     |
| Новгородський третій літопис (Академічний рукопис)                                                | -1515                         | 16 ст.                             |                                                     |
| Литовський літопис (Уваровський/Слуцький рукопис)                                                 | 980-1237                      | Папір 1524 року                    | Слуцьк (Білорусь)                                   |
| Литовський літопис (Супральський рукопис)                                                         | Вступ 854-1446                | Папір 1532-1534 років, підпис 1520 | Супрасльський Благовіщенський монастир (Польща)     |
| Симеонівський літопис                                                                             | 1177-1493                     | 1 половина 16 ст.                  | Москва/Смоленськ (РФ)                               |
| Літописний звід 1518р. (Уваровський рукопис)                                                      | ПВЛ – 1518/1533-1544          | Папір 1540-х років                 | Троїце-Сергієва лавра (Московська обл., РФ)         |
| Скорочений літописний звід 1493 року                                                              | ПВЛ-1395                      | Папір 1544 року                    |                                                     |
| Хронограф редакції 1512 року                                                                      | Створення світу – 1512        | Середина 16 ст.                    |                                                     |
| Софійський другий літопис (Архівський рукопис)                                                    | -1397-1518                    | 16 ст.                             |                                                     |
| Типографський літопис                                                                             | Вступ до ПВЛ - 1534           | Середина 16 ст.                    | Кирило-Білозерський монастир (Вологодська обл., РФ) |
| Острозький (Хлебніковський) рукопис                                                               | Вступ до ПВЛ - 1292           | 1560-ті роки                       | Україна                                             |
| Володимирський літопис                                                                            | Вступ до ПВЛ -1523            | Папір 1554-1563 років              | Богородиці-Різдвяний монастир (Владимир, РФ)        |
| Вологодсько-Пермський літопис                                                                     | Вступ до ПВЛ - 1538           | Папір середини 16 ст.              | Кирило-Білозерський монастир (Вологодська обл., РФ) |
| Хронограф української редакції                                                                    | Олександр Македонський - 1541 | 2 половина 16 ст.                  | Михайлівський Золотоверхий монастир (Київ)          |
| Псковський перший літопис (Карамзінський рукопис)                                                 | 859-1411-1547-                | 16 ст.                             | Належала М.Карамзіну                                |
| Никонівський літопис (Патріарший рукопис)                                                         | -1559                         | 1570-ті роки                       |                                                     |
| Литовський літопис (рукопис Рачинського)                                                          | -1548                         | Папір 1582 року                    | Познань (Польща)                                    |
| Львовський літопис                                                                                | Вступ до ПВЛ-1560             | 16 ст.                             | Спасо-Євфиміївський монастир (Суздаль, РФ)          |
| Новгородський другий літопис (Архівський рукопис)                                                 | -911-1587                     | Папір 1589-1595 років              | Великий Новгород (РФ)                               |
| Книга степінна царського родоводу                                                                 | Рюрик -1560                   | Папір 1607-1612 років              | Чудівський монастир (Москва, РФ)                    |

Як видно з таблиці лише 2 найдавніші пергаментні рукописи датовані 14 ст., всі решта – 15-16 ст., коли папір замінив пергамент в якості матеріалу для письма. У найдавнішому Синодальному рукописі Новгородського першого літопису початок втрачений, розповідь ведеться від 1016 року до 1352 року. Відповідно, рукопис датують серединою 14 ст. Інший пергаментний рукопис, Лаврентіївський, веде розповідь від біблійного розселення людей після потопу до 1305 року, а завершується підписом монаха Лаврентія від 1377 року, який пише, що завершив книгу при великому суздальському князі Дмитрі Костянтиновичі та єпископі суздальському та нижньогородському Діонісії. Відповідно, вважається, що рукопис був написаний у 1377 році в якомусь монастирі Володимиро-Суздальського князівства. Як можна побачити, найдавніші збережені рукописи були написані через 200-300 років після подій 11-12 ст., які вони описують.

## Місце написання
Оскільки різноманітні рукописи описують події, що мають місце в певних землях, то їх умовно об’єднують в групи. До таких груп відносяться київські, новгородські, володимиро-суздальські, ростовські, галицько-волинські, московські. Окрім того, літописи описують події, що мали місце на території Чернігівського, Переяславського, Смоленського, Рязанського, Полоцького та інших дрібніших князівств. Тому дослідники припускають, що ці літописи були написані літописцями при дворах відповідних князів або церковними ієрархами певних територій. Проте, практично всі літописи містять розповіді про події, що відбуваються на різних землях. Фактично, вони є збірниками чи колекціями літописних розповідей. У них за один історичний період може переважати розповідь про події в київській землі, в іншій – суздальській землі, потім – в ростовській, потім - у новгородській. Можна припустити, що перелік подій, описаний в кожному рукописі, залежав не так від місця складання, як від писемних матеріалів, які були у розпорядженні укладача певного літопису. Відповідно, це ускладнює відповідь на питання про конкретні місця складання літописів. Очевидно одне: мова, тематика, стиль, лексика, підписи писарів – усе вказує на монахів різних монастирів, що були розташовані на території Русі.
1. ↑  Тихомиров, 1973.